# نمایش‌پرداز
نمایش‌پرداز (به انگلیسی: Dramaturge)، مشاور ادبی یا ادیتور در تئاتر، اپرا یا شرکت فیلم‌سازی است که در امور پژوهش، انتخاب، اقتباس، ویرایش، و تحلیل فیلم‌نامه، اشعار اپرا، برنامه کاری تیتر شده به فعالیت مشغول است (یا به دیگران در این امور کمک می‌کند)، به نویسندگان مشورت داده و به امور روابط عمومی می‌پردازد. عملکرد امروزی آن با نوآوری‌های گوتهولد افرایم لسینگ، فیلسوف، نظریه‌پرداز نمایش و نمایشنامه‌نویس آلمانی قرن هجدهم، آغاز شد.

## وظایف
یکی از هم‌یاری‌های نمایش‌پرداز، دسته‌بندی و گفتگو در مورد انواع مختلف نمایشنامه یا اپرا، پیوندهای بین آنها و سبک‌های آنها است. وظایف یک نمایش‌پرداز در یک شرکت تئاتر یا اپرا متفاوت است. وظایف آنها ممکن است استخدام بازیگران، گسترش یک فصل از تئاتر یا اپرا با حس انسجام بین آنها، مساعدت و ویرایش اشعار اپرا یا نمایشنامه‌های جدید با نویسندگان اشعار اپرا/آهنگسازان یا نمایشنامه‌نویسان مقیم یا مهمان، تهیه برنامه یا مشایعت خدمات آموزشی، کمک به کارگردان در تمرینات، خدمت به عنوان مفسر تاریخ یا سخنگویی از جانب متوفیان یا به عبارت دیگر نمایشنامه‌نویسان یا آهنگسازانی که در حال حاضر نیستند، را دربر گیرد. در تئاتر یا اپراهای بزرگ، نمایش‌پرداز روی پژوهش فرهنگی و تاریخی در مورد نمایش یا اپرا و صحنه‌های آن به فعالیت می‌پردازد.
در کمپانی‌های تئاتر، نمایش‌پرداز یک دفتر برنامه کاری برای کارگردان و بازیگران (که به‌طور معمول با هم تفاوت دارند) تهیه کرده و قبل از اولین تمرین به‌طور جامع با کارگردان تبادل نظر می‌کند.

## تاریخچه

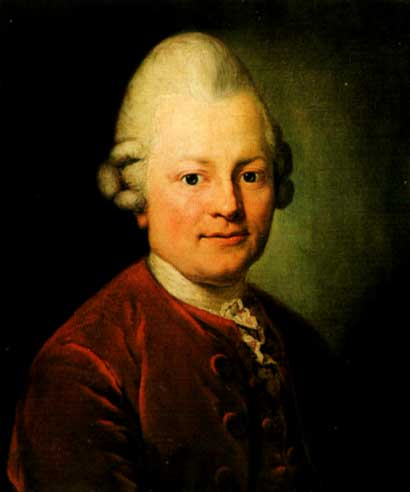
گوتهولد افرایم لسینگ

در سال ۱۷۶۷، گوتهولد افرایم لسینگ توسط تئاتر ملی هامبورگ به کار گمارده شد تا به عنوان منتقد نمایش و بازیگری به فعالیت بپردازد، جایگاه و سمتی که بعدها نمایش‌پرداز نام گرفت. این جایگاه شغلی با گذشت زمان به آن چیزی ترقی یافت که امروزه رایج بوده و طیف وسیعی از فعالیت‌ها را دربر گرفته است که توسط نمایش‌پردازهای امروزی در معرض دید قرار می‌گیرد.

## اختلاف نظر در شرح وظایف
تعریف امروزی از واژه نمایش‌پرداز، در مورد اینکه چه نوع وظایفی این شغل را در بر می‌گیرد، اغلب مورد بحث واقع می‌شود، برخی از آن به عنوان پلی بین کارگردان و بازیگران یاد می‌کنند، برخی دیگر این واژه را به عنوان شخصی که مفهوم نمایشنامه و نمایش را برای بازیگران مشخص می‌کند، تعریف می‌کنند و برخی دیگر ادعا می‌کنند که حتی خود نمایش‌پردازها هم تعریف جامع و کاملی در مورد شغل خود ندارند. این ناهمخوانی در بین نمایش‌پردازها، احتمالاً به خاطر فقدان یک تعریف رسمی با قدمت طولانی و تنوع وظایف گسترده‌ای است که در ارتباط با تئاتر، کارگردان، نمایش در حال تولید و بازیگران، می‌توانند به کار دعوت شوند. به خاطر اینکه گوتهولد افرایم لسینگ یک تعریف رسمی از موقعیت کاری خود در تئاتر ملی هامبورگ تعیین نکرد، نمایش‌پردازهای امروزی باید وظایف خود را، بر اساس فعالیتی که لسینگ در طول دوره شغلی خود انجام داده، استنباط کنند و آن را با نیازهای فعلی تئاتر امروزی سازگار کنند.

## رشد تعداد نفرات این شغل در سالهای اخیر
از سال ۲۰۰۰، تعداد افراد نمایش‌پرداز که در حال کار هستند در سرتاسر دنیا افزایش داشته است، هر چند این شغل تا حدودی کمیاب است. در سال ۲۰۰۰، تعداد ۴۰۰ نمایش‌پرداز در حال فعالیت وجود داشت، وفق اینکه این تعداد در روند افزایشی قرار داشت. علت‌های احتمالی گوناگونی برای این روند رشد وجود دارد ولی نمایش‌پردازها این روند رو به رشد در تعداد نفرات نمایش‌پرداز را به این حقیقت نسبت می‌دهند که نمایش‌پردازی آمیخته‌ای از دو رشته محبوب علوم انسانی و تئاتر است. با این وجود برخی از نمایش‌پردازها نگران هستند که این روند رو به رشد، به خاطر کاهش تعداد نمایش‌های مدرن در حال نگارش، کند شود.